# علم شكل النهر

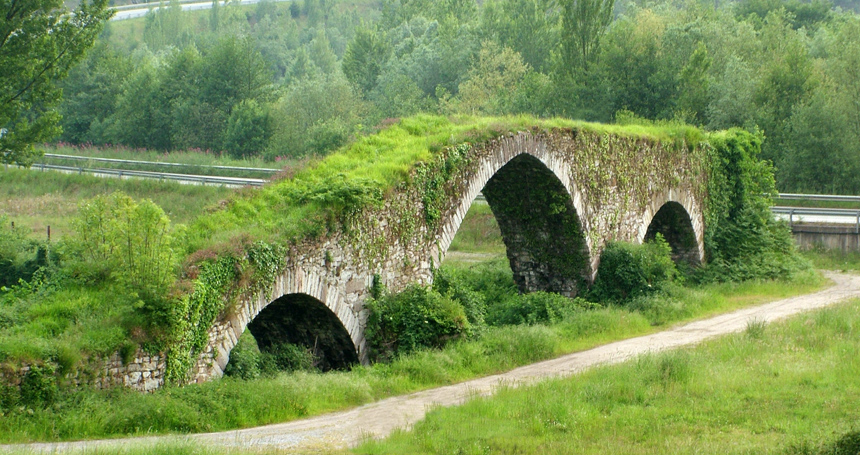
جسر من القرون الوسطى، يقع عند مدخل أولونييغو، تابع لمجلس أوفييدو.

علم شكل النهر (بالإنجليزية: River morphology)‏ هو مصطلح علمي لوصف أشكال قنوات النهر وكيف تتغير في الشكل والاتجاه بمرور الوقت. إن شكل قناة النهر هي دليل لعدد من العمليات والظروف البيئية، بما في ذلك تكوين وتعرية القاع والضفة. يمكن أيضًا أن يتأثر شكل النهر بفعل الإنسان، وهي الطريقة التي يستجيب بها النهر لعامل جديد في تغيير النهر لمساره. مثال على التغير الذي يحدثه الإنسان في شكل الأنهار هو بناء السدود، مما يغير تدفق مياه النهر والرواسب، وبالتالي إنشاء أو تقليص قنوات مصبات الأنهار.